# Пастернак, Пётр Леонтьевич
Пётр Леонтьевич Пастернак (нем. Peter Pasternak, при рождении Пинхас Постернак; 8 (20) января 1885, Одесса — 21 сентября 1963, Москва) — швейцарский и советский инженер-строитель, учёный в области строительной механики, железобетонных конструкций и теории сооружений, доктор технических наук. Академик Академии строительства и архитектуры СССР (1956).

## Биография
Родился в Одессе, одним из семерых детей в образованной еврейской семье. Его отец, Леон Пастернак, был профессором математики Цюрихского политехникума, шахматистом и музыкантом-любителем. Его сестра Елизавета (в замужестве Владигерова, 1869—1952) была одной из первых женщин-врачей Болгарии и матерью композитора Панчо Владигерова.
В 1910 году окончил Цюрихский политехникум. Работал инженером-строителем в Цюрихе, затем в Женеве (1912—1914). В 1914—1920 годах был главным инженером Черноморского строительного общества в Петрограде. В 1920—1929 годах — приват-доцент Высшего технического училища в Цюрихе. В 1929 году возвратился в СССР, работал в Учебно-проектно-строительном комбинате и в Промстройпроекте в Москве. Технический руководитель треста «Гипрострой».
С 1932 года преподавал в Московском инженерно-строительном институте (с 1934 года профессор), в 1934—1938 и в 1955—1963 годах — заведующий кафедрой железобетонных и каменных конструкций. Основные работы в области строительной механики стержневых систем и теории упругости, занимался также разработкой методов расчёта железобетонных конструкций. Автор проектов конструкций покрытия Театра оперы и балета в Новосибирске и Камского бумажного комбината.
Автор монографий «Berechnung vielfach statisch unbestimmter biegefester Stab- und Flächentragwerke» (Цюрих и Лейпциг: Verlag Lehmann, 1927), «Комплексные конструкции» (М., 1948), «Основы нового метода расчёта фундаментов на упругом основании при помощи двух коэффициентов постели» (М.: Государственное издательство литературы по строительству и архитектуре, 1954), «Железобетонные конструкции: специальный курс» (М.: Госстройиздат, 1961), «Железобетонные конструкции: общий курс» (с соавторами, М.: Стройиздат, 1962), «Проектирования железобетонных конструкций» (М.: Стройиздат, 1966).

## Семья
Племянник — композитор Панчо Владигеров.